# ليو سانفورد
ليو سانفورد (بالإنجليزية: Leo Sanford)‏ هو لاعب كرة قدم أمريكية أمريكي، ولد في 4 أكتوبر 1929 في دالاس في الولايات المتحدة.

## وصلات خارجية
- ليو سانفورد على موقع مرجع كرة القدم المحترفة.كوم (الإنجليزية)
- ليو سانفورد على موقع قاعة لويزيانا للمشاهير الرياضية (الإنجليزية)